# 普門院 (柏市)
普門院（ふもんいん）は、千葉県柏市にある真言宗豊山派の寺院。

## 歴史
創建年代は不明である。松戸市の大勝院の末寺である。
当院の本尊は十一面観音である。行基の作と伝えられている。江戸時代の「村明細書上帳」にも十一面観音が本尊となっているが、明治期の「寺院明細帳」には、なぜか「不動尊」となっている。それに関する経緯は不明である。

## 交通アクセス
- 路線バス市立柏病院入口停留所より徒歩4分。